# Takuya Ōta
Takuya Ōta (jap. 和田貴広 Ōta Takuya; ur. 2 stycznia 1970) – japoński zapaśnik w stylu wolnym. Brązowy medalista olimpijski z Atlanty 1996 w kategorii 74 kg.
Dwukrotny uczestnik mistrzostw świata, szósty w 1994. Srebrny medalista igrzysk azjatyckich w 1994. Szósty w Pucharze Świata w 1995 roku.